# Matija Jakšeković
Matija Jakšeković (Zagreb, 15. rujna 1982.) je hrvatski glumac, scenarist, pisac  i producent. Djetinjstvo provodi u Bjelovaru, a karijeru kao glumac započinje u Bjelovarskom kazalištu, no uskoro seli u Zagreb gdje sljedećih godina ostvaruje niz uloga u brojnim domaćim i stranim televizijskim i filmskim projektima. 
Tijekom godina surađuje s organizacijama i udrugama za pomoć i unapređenje osoba s invaliditetom, gdje vodi nekoliko projekata.[nedostaje izvor] Vodi po potrebi, dramske radionice i seminare, 2012 godine izdaje knjigu Osnove glume u kojoj predstavlja osnove glumačke tehnike s glumačkim vježbama koje su ciljano namijenjene voditeljima dramskih radionica i dramskim pedagozima. 
Od 2008. do 2010. godine u Bjelovarskom kazalištu radi kao dramski pedagog s mladim osnovnoškolcima i srednjoškolcima. Sudjeluje kao član povjerenstvima Lidrana – za dramsku izvedbu. Neprekidno radi pojedinačno na razvoju budućih glumaca, te radi na pripremama glumaca za Akademiju dramskih umjetnosti.[nedostaje izvor]
Krajem 2014. godine u kinima premijerno izlazi dugometražni igrani film Iza sna redatelja Igora Filipovića, što mu je prvi samostalni produkcijski projekt.   
Danas, živi i radi u Zagrebu, gdje se uz dosadašnji umjetnički rad aktivno angažira u novim medijima.
Član je Hrvatskog društva dramskih umjetnika.

## Filmografija

### Televizijske uloge
- "Bogu iza nogu" kao automehaničar (2021.)
- "Čista ljubav" kao doktor (2017.)
- "Zlatni dvori" kao ovršitelj (2016.)
- "Kud puklo da puklo" kao ovršitelj (2015.)
- "Crno-bijeli svijet" kao portir Starta (2015.)
- "Borgia" kao svećenik (2014.)
- "Stipe u gostima" kao snimatelj i reporter (2014.)
- "Počivali u miru" kao pipničar (2013.)
- "Najbolje godine" kao mafijaš (2011.)
- "Instruktor" kao Varaždinac (2010.)
- "Dolina sunca" kao mještanin (2009.-2010.)
- "Luda kuća" kao radnik (2008.)
- "Ponos Ratkajevih" kao Miho (2007. – 2008.)
- "Bibin svijet" kao Vlado Krunčić (2006. – 2011.)
- "Ljubav u zaleđu" kao novinar (2006.)
- "Odmori se, zaslužio si" kao serviser i gledatelj (2006.; 2013.)
- "Bumerang" kao gledateljičin muž (2005.)
- "Bitange i princeze" kao tjelohranitelj Džero (2005.)

### Filmske uloge
- "Snivaj zlato moje" kao Nadičin suprug (2005.)
- "Anton Chekhov's The Duel" kao časnik (2010.)
- "Iza sna" kao portir (2014.)

## Kazališne uloge
- "Tartuffe" - Moliere kao Tartuffe (2011.) - produkcija - Bjelovarsko kazalište.
- "Iluzija iza kulisa"  Arhivirana inačica izvorne stranice od 15. svibnja 2021. (Wayback Machine) - Marijana Nola kao Pokušec (2008.), produkcija - Bjelovarsko kazalište.
- "Gubec-Beg" -  Ivica Krajač (libreto)/ Karlo Metikoš (skladatelj)/ Miljenko Prohaska (aranžer)  kao krvnik (2004.), produkcija - Zagrebačko gradsko kazalište Komedija.

- "Norman" - A. Ayckborna kao Robi (2001.), produkcija - Bjelovarsko kazalište.

## Vanjske poveznice
- Matija Jakšeković u internetskoj bazi filmova IMDb-u (engl.)
- www.jaksekovic.eu  Arhivirana inačica izvorne stranice od 19. lipnja 2021. (Wayback Machine)